# Liste de peintures de Laurent de La Hyre
Cette page dresse la liste des peintures conservées de Laurent de La Hyre (1606-1656).

## Liste des peintures
| Image | Identification                                                                                | Date           | Notes | Lieu de conservation                                      | N° de catalogue raisonné (Rosenberg et Thuillier, 1988) |
| ----- | --------------------------------------------------------------------------------------------- | -------------- | ----- | --------------------------------------------------------- | ------------------------------------------------------- |
|       |                                                                                               |                |       |                                                           |                                                         |
|       | Saint Michel terrassant le dragon (attribué) Huile sur toile                                  |                |       | Collection particulière                                   | Non catalogué (préparatoire au n°20)                    |
|       | Diane découvrant la grossesse de Callisto Huile sur toile, 35,5 x 55 cm                       |                |       | Collection particulière                                   | 30 ?                                                    |
|       | Hercule et Omphale Huile sur toile, 150 × 214 cm                                              | 1626           |       | Heidelberg, Kurpfälzisches Museum                         | 31                                                      |
|       | La Vierge à l'Enfant Huile sur toile, 81 × 69 cm                                              |                |       | Paris, musée du Louvre                                    | Non catalogué                                           |
|       | La Madeleine méditant devant le Christ mort Huile sur toile, 135 × 100 cm                     |                |       | Saint-Denis, musée d'Art et d'Histoire                    | 37                                                      |
|       | Le Christ au jardin des Oliviers Huile sur toile, 125 × 161 cm                                |                |       | Le Mans, musée de Tessé                                   | 44                                                      |
|       | La Tuile Huile sur toile, 127,5 × 109,5 cm                                                    | vers 1626-1627 |       | Paris, musée du Louvre                                    | 51                                                      |
|       | Le Martyre de saint Barthélemy Huile sur toile, 240 × 180 cm                                  | vers 1627      |       | Mâcon, cathédrale Saint-Vincent                           | 55                                                      |
|       | La Défaite des Anglais de l'île de Ré Huile sur toile, 112 x 210 cm                           | vers 1627      |       | Paris, musée de l'Armée                                   | (56)                                                    |
|       | Marie et l'Amour divin Huile sur toile, 265 × 197 cm                                          | 1628           |       | Amiens, cathédrale                                        | 62                                                      |
|       | Le Pape Nicolas V visitant le caveau de saint François d'Assise Huile sur toile, 221 × 164 cm | 1630           |       | Paris, musée du Louvre                                    | 63                                                      |
|       | Saint Germain consacrant à Dieu sainte Geneviève Huile sur toile, 297 × 211 cm                | 1630           |       | Saint-Pétersbourg, musée de l'Ermitage                    | 66                                                      |
|       | L'Apparition de la Vierge à l'Enfant dans le ciel Huile sur toile                             |                |       | Caen, musée des beaux-arts                                | 68                                                      |
|       | Saint Paul mordu par un serpent Huile sur toile, 105,4 x 161,9 cm                             |                |       | Birmingham (Alabama), Museum of Art                       | Non catalogué                                           |
|       | Deux Chiens dans un paysage Huile sur toile, 142,5 x 209,2 cm                                 | 1632           |       | Arras, musée des Beaux-Arts                               | 75                                                      |
|       | Abraham et Melchisédec Huile sur cuivre, 63 × 60 cm                                           |                |       | Rennes, musée des Beaux-Arts                              | 78                                                      |
|       | Élie dans le désert Huile sur cuivre, 63 x 60 cm                                              |                |       | Rennes, musée des Beaux-Arts                              | 79                                                      |
|       | Panthée est conduite devant Cyrus (esquisse) Huile sur toile, 50 × 43 cm                      | vers 1631-1634 |       | Collection particulière                                   | 102                                                     |
|       | Panthée est conduite devant Cyrus Huile sur toile, 143 × 120 cm                               | vers 1631-1634 |       | Montluçon, château de la Louvière                         | 103                                                     |
|       | Cyrus confie Panthée à Araspe Huile sur toile, 141,9 × 102 cm                                 | vers 1631-1634 |       | Chicago, Art Institute                                    | 104                                                     |
|       | Thésée et Œthra Huile sur toile, 164 × 131 cm                                                 | 1634           |       | Caen, musée des Beaux-Arts                                | 109                                                     |
|       | Thésée et Œthra Huile sur toile, 174 × 133,5 cm                                               | vers 1634      |       | Budapest, musée des Beaux-Arts                            | 110                                                     |
|       | La Présentation de Jésus au Temple Huile sur toile, 306 × 221 cm                              | 1634           |       | Terrenoire (Saint-Étienne), église                        | 113                                                     |
|       | Alexandre et Roxane Huile sur toile, 168 × 144 cm                                             | 1635           |       | Collection particulière                                   | 114                                                     |
|       | Saint Pierre guérissant les malades de son ombre (esquisse) Huile sur toile, 66 × 48 cm       | 1635           |       | Paris, musée du Louvre                                    | 119                                                     |
|       | Saint Pierre guérissant les malades de son ombre Huile sur toile, 319 × 231 cm                | 1635           |       | Paris, cathédrale Notre-Dame (May)                        | 120                                                     |
|       | L'Assomption Huile sur toile, 425 × 368 cm                                                    | 1635           |       | Paris, musée du Louvre                                    | 121                                                     |
|       | Paysage avec saint François stigmatisé Huile sur toile, 56 × 89 cm                            |                |       | Paris, musée du Louvre                                    | 124 ?                                                   |
|       | La Nativité Huile sur toile, 450 × 280 cm                                                     | 1635           |       | Rouen, musée des Beaux-Arts                               | 128                                                     |
|       | La Présentation de la Vierge au Temple Huile sur toile, 291 × 198 cm                          | 1636           |       | Moscou, musée Pouchkine                                   | 131                                                     |
|       | Deux Nymphes ou Jupiter et Callisto Huile sur toile, 130 × 115 cm                             | 1636           |       | Ponce (Porto Rico), Museo de Arte                         | 132                                                     |
|       | La Conversion de saint Paul (esquisse) Huile sur toile, 67 × 57 cm                            | 1637           |       | Saint-Cloud, musée du Grand-Siècle                        | 136                                                     |
|       | La Conversion de saint Paul Huile sur toile, 340 × 220 cm                                     | 1637           |       | Paris, cathédrale Notre-Dame (May)                        | 137                                                     |
|       | Mercure confiant Bacchus aux nymphes de Nysa Huile sur toile, 125 × 153 cm                    | 1638           |       | Saint-Pétersbourg, musée de l'Ermitage                    | 151                                                     |
|       | Thésée et Œthra ou Thésée découvrant les armes de son père Huile sur toile, 205 x 162 cm      | vers 1639-1641 |       | Abou-Dhabi, Louvre Abou-Dhabi                             | Non catalogué                                           |
|       | La Trinité Huile sur toile, 290 × 180 cm                                                      |                |       | Rennes, musée des Beaux-Arts                              | 152                                                     |
|       | Jacob à l'abreuvoir Huile sur toile, 103 × 264 cm                                             |                |       | Collection particulière                                   | 164                                                     |
|       | La Nativité Huile sur toile, 300 × 250 cm                                                     |                |       | Creil, musée Gallé-Juillet                                | 183                                                     |
|       | La Nativité Huile sur toile, 400 × 300 cm                                                     | 1641           |       | Valognes, chapelle du Couvent de Notre-Dame-de-Protection | 185                                                     |
|       | La Sainte Famille Huile sur toile, 49 × 35,6 cm                                               | vers 1641      |       | Paris, musée du Louvre                                    | 186                                                     |
|       | La Sainte Famille ou Repos de la Sainte Famille Huile sur toile, 239 × 166 cm                 | 1641           |       | Nantes, musée des Beaux-Arts                              | 187                                                     |
|       | Angélique et Médor Huile sur toile, 142 × 142 cm                                              | 1641           |       | Collection particulière                                   | 189                                                     |
|       | La Vierge à l'Enfant au coussin Huile sur toile, 114 × 92 cm                                  | 1642           |       | Paris, musée du Louvre                                    | 193                                                     |
|       | Glaucus et Scylla Huile sur toile, 146 × 181,1 cm                                             |                |       | Malibu, The Jean-Paul Getty Museum                        | 198                                                     |
|       | Narcisse Huile sur toile, 98 × 135 cm                                                         |                |       | Collection particulière                                   | 199                                                     |
|       | L'Enlèvement d'Europe Huile sur toile, 151 × 119 cm                                           | 1644           |       | Houston, Museum of Fine Arts                              | 203                                                     |
|       | Cornélie, mère des Gracques, refusant la couronne de Ptolémée Huile sur toile, 138 × 123 cm   | 1646           |       | Budapest, musée des Beaux-Arts                            | 230                                                     |
|       | Putti tenant une guirlande de fleurs Huile sur toile                                          | 1644           |       | Collection particulière                                   | Non catalogué                                           |
|       | Le Repos de la Sainte Famille avec saint Jean et quatre anges Huile sur toile, 115 x 175 cm   | 1646           |       | Dresde, Staatliche Kunstammlungen                         | 233                                                     |
|       | La Présentation de la Vierge au Temple Huile sur toile, 69 × 50 cm                            |                |       | Dijon, musée Magnin                                       | 234                                                     |
|       | Laban cherchant ses idoles Huile sur toile, 95 × 133 cm                                       | 1647           |       | Paris, musée du Louvre                                    | 235                                                     |
|       | La Séparation d'Abraham et de Loth Huile sur toile, 160 × 223,5 cm                            |                |       | Saint-Pétersbourg, musée de l'Ermitage                    | 236                                                     |
|       | Paysage au pâtre jouant de la flûte Huile sur toile, 59 × 78 cm                               | 1647           |       | Montpellier, musée Fabre                                  | 239                                                     |
|       | Paysage au porcher Huile sur toile, 64 × 78 cm                                                | 1648           |       | Montréal, musée des Beaux-Arts                            | 240                                                     |
|       | Paysage au joueur de flûte Huile sur toile, 106,5 × 131,5 cm                                  | vers 1650      |       | Lille, musée des Beaux-Arts                               | 241                                                     |
|       | La Présentation de Jésus au Temple Huile sur toile, 161 × 133 cm                              | 1648           |       | Orléans, cathédrale Sainte-Croix                          | 243                                                     |
|       | Le Retour de Job à la Prospérité ou Bélisaire Huile sur toile, 132 × 101 cm                   | 1648           |       | Norfolk, The Chrysler Museum                              | 244                                                     |
|       | La Visitation Huile sur bois, 71 × 35,5 cm                                                    |                |       | Collection particulière                                   | Non catalogué                                           |
|       | Le Repos de la sainte Famille en Égypte Huile sur toile, 96 × 63 cm                           | 1648           |       | Louisville, The J.B. Speed Art Museum                     | 248                                                     |
|       | Allégorie de la Régence d'Anne d'Autriche Huile sur toile, 225 × 162 cm                       | 1648           |       | Versailles, musée national du château                     | 249                                                     |
|       | Le Bain de Diane Huile sur toile, 102 × 135 cm                                                | 1649           |       | Collection particulière                                   | 250                                                     |
|       | Le Bain de Diane Huile sur toile, 101 × 134,5 cm                                              | 1644 ?         |       | Los Angeles, The J. Paul Getty Museum                     | 250c                                                    |
|       | Paysage aux paysans Huile sur toile, 62 × 72 cm                                               | 1649           |       | Paris, musée du Louvre                                    | 251                                                     |
|       | Moïse sauvé des eaux Huile sur toile, 69,5 × 89,5 cm                                          |                |       | Detroit, Institute of Arts                                | 252                                                     |
|       | Mercure et Hersé Huile sur toile, 143 × 124 cm                                                | 1649           |       | Épinal, musée départemental d'Art ancien et contemporain  | 254                                                     |
|       | Allégorie de l'Astronomie Huile sur toile, 104 x 218 cm                                       | 1649           |       | Orléans, musée des Beaux-Arts                             | 255                                                     |
|       | Allégorie de la Géométrie Huile sur toile, 104 × 218 cm                                       | 1649           |       | San Francisco, Fine Arts Museums, Legion of Honor         | 256                                                     |
|       | Putto jouant de la basse de viole Huile sur toile, 103 × 54 cm                                | 1649           |       | Dijon, musée Magnin                                       | 257                                                     |
|       | Putto chantant Huile sur toile, 103 × 54 cm                                                   | 1649           |       | Dijon, musée Magnin                                       | 258                                                     |
|       | Allégorie de la Musique Huile sur toile, 94 × 136,5 cm                                        | 1649           |       | New York, The Metropolitan Museum of Art                  | 259                                                     |
|       | Allégorie de l'Arithmétique Huile sur toile, 103 × 109 cm                                     | 1650           |       | Heino, Fondation Hannema-De Stuers                        | 260                                                     |
|       | Allégorie de la Grammaire Huile sur toile, 103 x 113 cm                                       | 1650           |       | Londres, National Gallery                                 | 261                                                     |
|       | Allégorie de la Dialectique Huile sur toile, 105 × 110 cm                                     | 1650           |       | Collection particulière                                   | 262                                                     |
|       | Allégorie de la Rhétorique Huile sur toile, 105 × 110 cm                                      | 1650           |       | Collection particulière                                   | 263                                                     |
|       | L'Entrée du Christ à Jérusalem Huile sur toile, 428 × 308 cm                                  |                |       | Paris, église Saint-Germain-des-Prés                      | 266                                                     |
|       | L'Apparition du Christ aux trois Marie Huile sur toile, 398 × 251 cm                          |                |       | Paris, musée du Louvre                                    | 269                                                     |
|       | L'Assomption Huile sur toile, 53 × 33 cm                                                      |                |       | Collection particulière                                   | 270                                                     |
|       | La Présentation de Jésus au Temple Huile sur toile                                            |                |       | Collection particulière                                   | 271                                                     |
|       | Le Sacrifice d'Abraham Huile sur toile, 114 × 88 cm                                           |                |       | Collection particulière                                   | 272                                                     |
|       | Le Sacrifice d'Abraham Huile sur toile, 96,4 × 121,5 cm                                       | 1650           |       | Reims, musée des Beaux-Arts                               | 275                                                     |
|       | Le Christ Huile sur toile, 35 × 20 cm environ                                                 |                |       | Paris, musée du Louvre                                    | 276                                                     |
|       | Saint Jean-Baptiste Huile sur toile, 35 × 20 cm environ                                       |                |       | Paris, musée du Louvre                                    | 277                                                     |
|       | Saint François de Paule Huile sur toile, 35 × 20 cm environ                                   |                |       | Paris, musée du Louvre                                    | 278                                                     |
|       | Élie Huile sur toile, 35 x 20 cm environ                                                      |                |       | Paris, musée du Louvre                                    | 279                                                     |
|       | Saint Augustin Huile sur toile, 35 x 20 cm environ                                            |                |       | Paris, musée du Louvre                                    | 280                                                     |
|       | Saint François d'Assise Huile sur toile, 35 x 20 cm environ                                   |                |       | Paris, musée du Louvre                                    | 281                                                     |
|       | Saint Bruno Huile sur toile, 35 x 20 cm environ                                               |                |       | Paris, musée du Louvre                                    | 282                                                     |
|       | Saint Étienne de Grandmont Huile sur toile, 35 x 20 cm environ                                |                |       | Paris, musée du Louvre                                    | 283                                                     |
|       | Saint Jean de Dieu Huile sur toile, 35 x 20 cm environ                                        |                |       | Paris, musée du Louvre                                    | 284                                                     |
|       | Saint Antoine Huile sur toile, 35 x 20 cm environ                                             |                |       | Paris, musée du Louvre                                    | 285                                                     |
|       | Saint Odon de Cluny Huile sur toile, 35 x 20 cm environ                                       |                |       | Paris, musée du Louvre                                    | 286                                                     |
|       | Saint Norbert Huile sur toile, 35 x 20 cm environ                                             |                |       | Paris, musée du Louvre                                    | 287                                                     |
|       | Saint Jean de Mata Huile sur toile, 35 x 20 cm environ                                        |                |       | Paris, musée du Louvre                                    | 288                                                     |
|       | Saint Dominique Huile sur toile, 35 x 20 cm environ                                           |                |       | Paris, musée du Louvre                                    | 289                                                     |
|       | Saint Ignace Huile sur toile, 35 x 20 cm environ                                              |                |       | Paris, musée du Louvre                                    | 290                                                     |
|       | Saint Romuald Huile sur toile, 35 x 20 cm environ                                             |                |       | Paris, musée du Louvre                                    | 291                                                     |
|       | Saint Pierre Nolasque Huile sur toile, 35 x 20 cm environ                                     |                |       | Paris, musée du Louvre                                    | 292                                                     |
|       | L'Invention du feu Huile sur toile, 190 x 150 cm                                              |                |       | Lisieux, Palais de Justice                                | 293                                                     |
|       | Allégorie de l'Expérience Huile sur toile, 105,4 cm de diamètre                               |                |       | Houston, Museum of Fine Arts                              | 297                                                     |
|       | Allégorie de la Foi publique Huile sur toile, 82,6 x 99,7 cm                                  |                |       | Saint-Cloud, musée du Grand Siècle                        | 303                                                     |
|       | Le Triomphe d'Hercule Huile sur toile                                                         |                |       | Collection particulière                                   | 310                                                     |
|       | L'Assomption Huile sur toile, 58 x 44 cm                                                      |                |       | Collection particulière                                   | 312                                                     |
|       | La Mort des enfants de Béthel Huile sur toile, 97 x 129 cm                                    | 1653           |       | Arras, musée des Beaux-Arts                               | 313                                                     |
|       | Paysage aux baigneuses Huile sur toile, 66 x 87 cm                                            | 1653           |       | Paris, musée du Louvre                                    | 314                                                     |
|       | La Renommée soufflant dans une trompette Huile sur toile, 78 x 131 cm                         | vers 1653      |       | Saint-Cloud, musée du Grand Siècle                        | 316                                                     |
|       | Paysage avec la Justice et la Paix s'embrassant Huile sur toile, 54,9 x 76,5 cm               | 1654           |       | Cleveland, Museum of Art                                  | 318                                                     |
|       | L'Assomption Huile sur toile, 78 x 53 cm                                                      |                |       | Vienne, Kunsthistorisches Museum                          | 319                                                     |
|       | L'Assomption Huile sur toile, 74,9 x 52,7 cm                                                  |                |       | Los Angeles, County Museum of Art                         | Non catalogué                                           |
|       | Le Christ en Croix avec la Vierge, la Madeleine et saint Jean Huile sur toile, 65,2 × 49 cm   |                |       | Collection particulière                                   | 321                                                     |
|       | La Descente de Croix Huile sur toile, 480 × 325 cm                                            | 1655           |       | Rouen, musée des Beaux-Arts                               | 323                                                     |
|       | L'Apparition du Christ aux pèlerins d'Emmaüs Huile sur toile, 162 x 175 cm                    | 1656           |       | Grenoble, musée des Beaux-Arts                            | 329                                                     |
|       | L'Apparition du Christ à la Madeleine Huile sur toile, 162 × 175 cm                           | 1656           |       | Grenoble, musée des Beaux-Arts                            | 331                                                     |
|       | L'Aveuglement des habitants de Sodome Huile sur toile, 101 × 243 cm                           | 1639           |       | Paris, musée du Louvre                                    | PP2                                                     |
|       | Adonis mort, avec son chien ou Adonis mort Huile sur toile, 109 × 148 cm                      | vers 1624-1628 |       | Paris, musée du Louvre                                    | PP20                                                    |
|       | Pyrame et Thisbé Huile sur toile                                                              |                |       | Montpellier, musée Fabre                                  | PP26 et 27                                              |
|       | Le Jugement de Salomon Huile sur toile                                                        |                |       | Collection particulière                                   | Non catalogué                                           |
|       | Hercule, Minerve et l'Amour Huile sur toile, 125,5 × 87 cm                                    |                |       | Collection particulière                                   | Non catalogué                                           |
|       | Le Miracle de sainte Élisabeth de Hongrie Huile sur toile, 79 x 73 cm                         |                |       | Collection particulière                                   | Non catalogué                                           |